# 托利曼火山

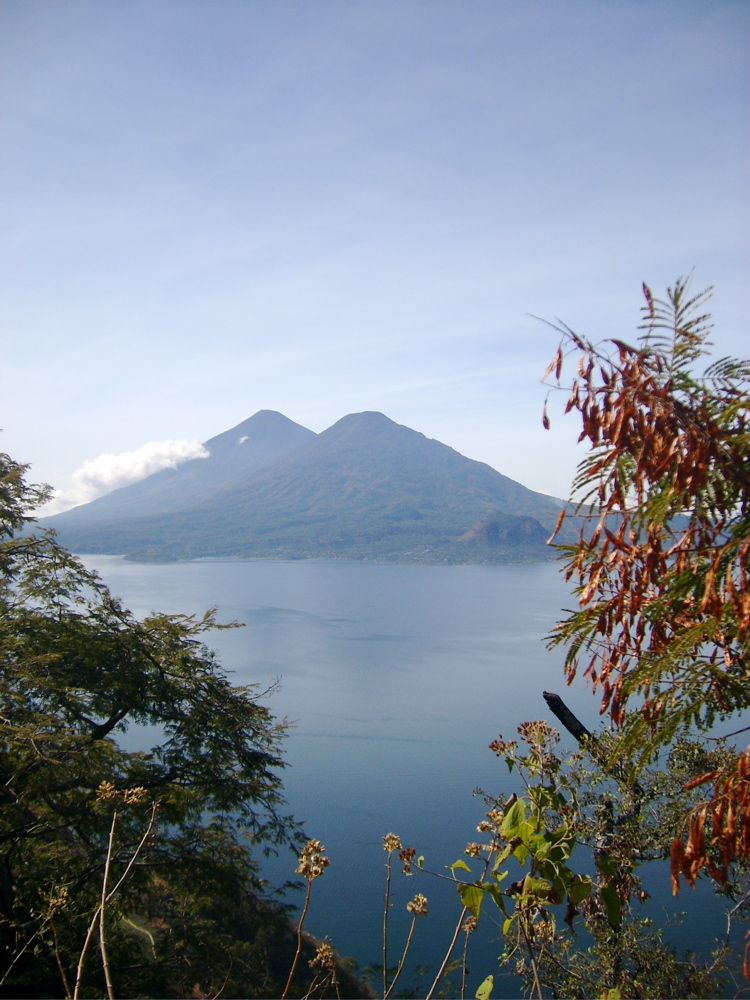

托利曼火山是危地馬拉的火山，位於該國南部索洛拉省阿蒂特蘭湖南岸，屬於中美洲火山弧的一部分，山體在1,500萬年前形成，海拔高度3,158米。

## 外部連結
- Global Volcanism Program （页面存档备份，存于）